# Cercanías di Saragozza
Le Cercanías di Saragozza sono il servizio ferroviario suburbano (Cercanías) che serve la città spagnola di Saragozza.
Il sistema conta un'unica linea,  gestita da Renfe Operadora.

## Storia
La linea fu attivata nel 2008, in occasione dell'Expo 2008 che si tenne nella città aragonese.

### Evoluzione della rete
- 11 giugno 2008: inaugurazione della linea con la linea C1 e le stazioni di Casetas, Utebo, Zaragoza-Delicias, Portillo e Miraflores. Il percorso copre 16,6 km di ferrovia[1].
- 3 aprile 2012: apertura della stazione di Goya, che farà da corrispondenza alla tranvia di Saragozza.

## Linee

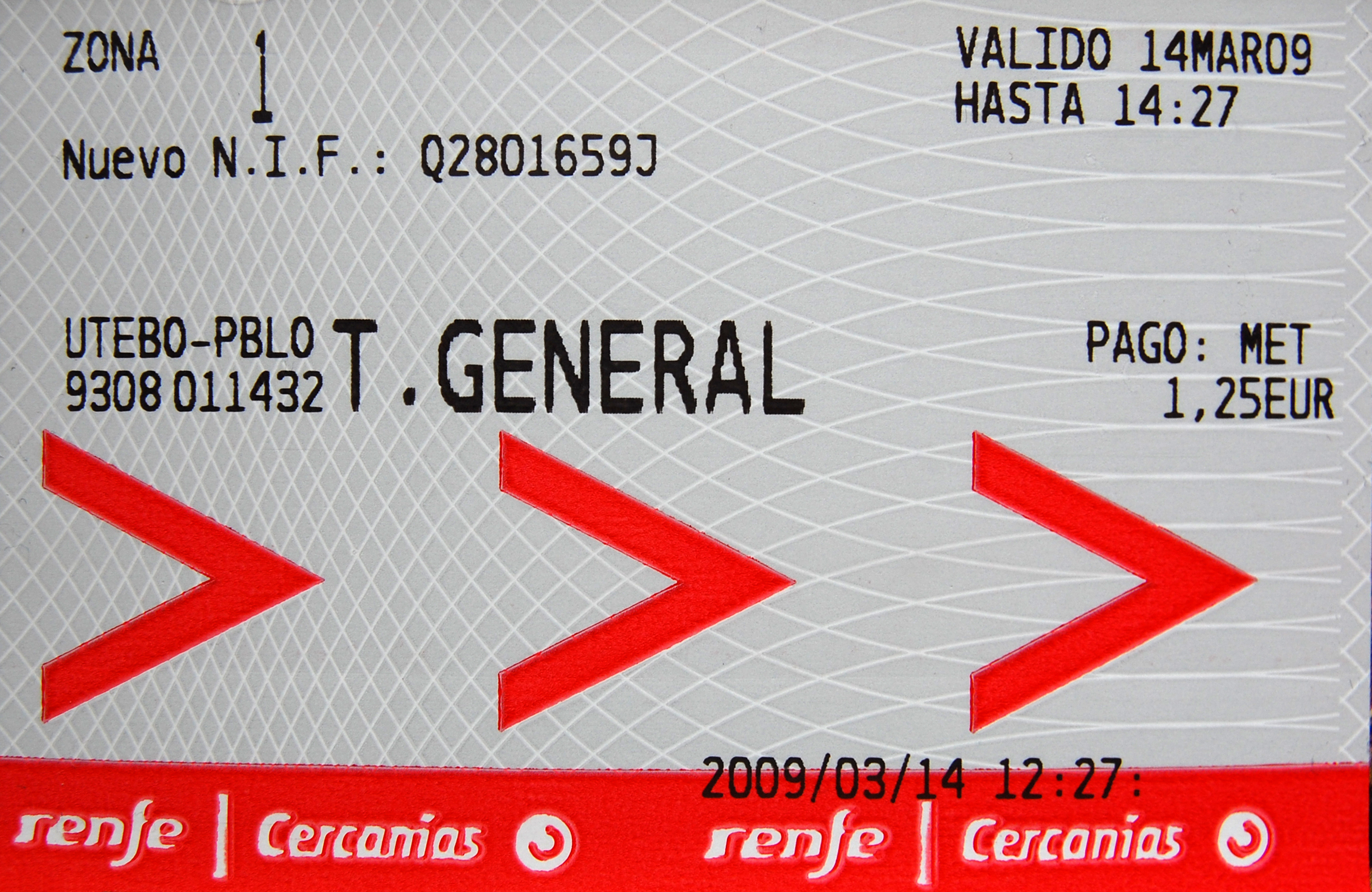
Biglietto delle Cercanías di Saragozza

Attualmente, esiste solo una linea con 6 stazioni.
- Casetas-Miraflores

## Futuro della rete

### Linea C1
Sono previsti due prolungamenti di linea: verso est, la linea sarà prolungata per El Burgo de Ebro con stazione intermedia La Cartuja. Verso ovest, invece, la linea dovrebbe raggiungere Pedrola.